# Ritme llombard
Un ritme llombard és un tipus de ritme inicialment associat amb la música barroca però que també es troba en la dels inicis del classicisme, també denominada preclassicisme.
Consisteix en una nota curta seguida d'una de més llarga, de manera que entre totes dues completen la durada d'un temps, per la qual cosa l'accentuada és la curta i no pas la llarga, fet que és més habitual. També es pot donar el cas que siguin dues de curtes seguides d'una de més llarga, sempre, però que la llarga tingui una durada superior a la suma de les dues curtes. Tal seria el cas d'una semicorxera seguida de corxera amb punt o de dues fuses seguides, també, d'una corxera amb punt. L'efecte resultant, doncs, és precisament el contrari a les notes desiguals tan pròpies del barroc francès.
Aquest ritme va ser molt característic de la música italiana de la dècada de 1740 i es troba igualment en tota la música que en va rebre la influència.
Entre els compositors catalans es troba, per exemple en simfonies i obertures de Josep Fàbrega.